# La Bataille de la vallée du diable
Pour plus de détails, voir Fiche technique et Distribution.
La Bataille de la vallée du diable (Duel at Diablo) est un western américain réalisé par Ralph Nelson, sorti en 1966. Il est adapté du roman Apache Rising de Marvin H. Albert, qui a coécrit le scénario.

## Synopsis
Peu après avoir découvert le corps d’un éclaireur torturé par les Indiens, Jess Remsberg sauve la vie d’un cavalier poursuivi par deux d’entre eux et dont la monture vient de mourir d’épuisement. Lorsqu’il s’en approche, il s’aperçoit qu’il s’agit d’une femme. Il ramène la rescapée, Ellen Grange, à Fort Creel où son mari est commerçant. Pour avoir été enlevée et être restée plusieurs années captive des Apaches, elle était en butte au mépris de la population et avait fui le fort pour rejoindre la tribu. À son retour, son mari Will Grange lui fait d’amers reproches, ne comprenant pas plus que les autres pourquoi elle ne s’est pas donné la mort plutôt que d’être la compagne forcée de Nachee, fils du chef Chata.
Remsberg apprend que son vieil ami Scotty McAllister est à présent officier. Lors de leurs retrouvailles, ce dernier lui montre un scalp : celui de la femme comanche de Jess. Scotty lui apprend également le nom du coupable, un marshal sans scrupules nommé Clay Dean. Ivre de vengeance, Remsberg s’apprête à prendre la route de Fort Concho pour aller tuer le meurtrier de sa femme. McAllister le dissuade de partir sur-le-champ et lui propose d’être l’éclaireur du détachement de cavalerie qui doit rallier Fort Creel à Fort Concho sous son commandement, en escorte de deux chariots de munitions. La patrouille est accompagnée de Toller, autrefois sergent du 10e de cavalerie (en) (les Buffalo Soldiers), qui s’occupe à présent de capturer et de débourrer des chevaux pour l’armée ; ainsi que de Grange, dont la femme a de nouveau fugué, qui souhaite bénéficier de la protection militaire pour son transport de marchandises.
Entre-temps, Ellen Grange a regagné le campement des Apaches, qui la rudoient. Chata ne lui pardonne pas la mort de son fils Nachee, tué par des Blancs. Il autorise Ellen à s’occuper de son fils Kaeta, qu’elle a eu pendant sa captivité et pour lequel elle est revenue, mais il lui annonce qu’elle sera enterrée vive aux côtés de Nachee dans la montagne. Les Indiens tendent une embuscade au détachement et détruisent le chariot d’intendance, tuant également plusieurs soldats. McAllister, blessé au cours de l’attaque, compte sur des renforts envoyés de Fort Concho. Lorsque Remsberg, qui a délivré Mme Grange et son fils métis, lui apprend que le messager a été intercepté et tué, il doit élaborer un autre plan : ils feront mine de se diriger vers le campement où Chata a laissé les femmes et les enfants, pour attirer les guerriers sur leurs traces, puis ils bifurqueront vers Diablo Canyon. Là-bas se trouve un point d’eau dont ils ont désespérément besoin.
Remsberg, Toller et deux soldats sont chargés d’éliminer les quelques Indiens qui défendent encore l’unique accès au canyon pendant que la cavalerie fait diversion, entraînant le gros des Apaches derrière elle. Ils se rejoignent finalement et parviennent à empêcher les Indiens d’investir le canyon, mais ils sont désormais cernés et McAllister est hors de combat. Toller prend en charge la défense de la position pendant que, à court d’eau, poursuivi, Remsberg entreprend la traversée du désert. Il atteint Fort Concho où il prévient le colonel Foster. Aussitôt après, une troupe part à la rescousse des survivants assiégés à Diablo Canyon. Ils arrivent juste à temps pour arrêter l’assaut final des Indiens. Au fort, Jess Remsberg a appris la vérité de la bouche de Clay Dean. Celui qu’il pourchassait n’était autre que Will Grange, qui voulait se venger de ce que sa propre femme avait subi. Quand il découvre Grange ligoté à une roue de chariot, agonisant et le suppliant de l’achever, Remsberg lui laisse son pistolet et l’abandonne.

## Fiche technique
- Titre : La Bataille de la vallée du diable
- Titre : Duel at Diablo
- Réalisation : Ralph Nelson
- Scénario : Marvin H. Albert et Michel M. Grilikhes, d’après le roman Apache Rising de Marvin H. Albert
- Directeur de la photographie : Charles F. Wheeler
- Montage : Fredric Steinkamp
- Musique : Neal Hefti
- Directeur artistique : Alfred C. Ybarra
- Décors de plateau : Victor Gangelin
- Costumes : Yvonne Wood
- Producteurs : Ralph Nelson et Fred Engel
- Production : Rainbow Productions et Brien Productions
- Distribution : United Artists et Metro Goldwyn Mayer
- Pays :  États-Unis
- Langue : anglais américain
- Durée : 103 minutes
- Sortie :  15 juin 1966 •  18 août 1966

## Distribution
- James Garner (VF : Georges Atlas) : Jess Remsberg
- Sidney Poitier (VF : Bachir Touré) : Toller
- Bibi Andersson (VF : Jeanine Freson) : Ellen Grange
- Dennis Weaver (VF : Michel Gatineau) : Willard Grange
- Bill Travers (VF : Raymond Loyer) : lieutenant Scott McAllister
- William Redfield : sergent Ferguson
- John Hubbard (VF : Jean Berger) : major Novak
- Bill Hart : caporal Harrington
- John Hoyt (VF : Pierre Morin) : Chata
- John Crawford (VF : Henry Djanik) : marshal Clay Dean
- Eddie Little Sky : Alchise
- Ralph Nelson (crédité Alf Elson) : colonel Foster

## Analyse
Ce film n’élude pas la violence même si la musique, très allègre, offre un étrange contrepoint, montrant la réalité crue des guerres indiennes. Alain Paucard écrit à ce sujet :

« Rarement on aura senti à ce point l’impact des flèches dans la chair des hommes. »

Le racisme est combattu au féminin par le réalisateur du futur Soldat bleu. Ainsi, paradoxalement, Ellen Grange se sent plus respectée chez les Apaches. De jeunes Tuniques bleues s'émerveillent devant son bébé métis Kaeta que Willard Grange finit par accepter. Toller ne se voit jamais reprocher la couleur de sa peau, et prend même le commandement du restant du détachement. La femme de Remsberg était Comanche.